# Mario Guaita-Ausonia
Mario Guaita, noto anche con lo pseudonimo di Mario Ausonia (1881 – 1956), è stato un attore e regista italiano.

## Biografia
Guaita ha studiato medicina e ha interrotto gli studi a causa del suo hobby per il powerlifting. Comincia ad esibirsi in teatro con spettacoli circensi e di vaudeville in Europa e in America. Nel cinema ha interpretato ruoli da uomo forte e acrobata per la Pasquali Film e successivamente poi per la Gloria Film per poi partecipare alla prima guerra mondiale. Il suo maggior successo nei film d'azione e d'avventura sono L'atleta fantasma (1919), Lotte di giganti (1919), Atlas (1920), La cintura delle Amazzoni (1920), La nave dei miliardi (1922) e Il pescatore di perle (1923), di cui in parte fu anche regista. Ha realizzato quindici film in Italia e Francia con la moglie sceneggiatrice Renée Deliot, dove si sono trasferiti durante gli anni della depressione dell'industria cinematografica italiana nei primi anni '20. L'ultimo film di Guaita è stato nel 1926 con La donna carnefice nel paese dell'oro. Successivamente poi gestì un cinema a Marsiglia.

## Filmografia

### Attore
- Sui gradini del trono, regia di Ubaldo Maria Del Colle (1912)
- Spartaco, regia di Giovanni Enrico Vidali (1913)
- Ultimo convegno, regia di Giovanni Enrico Vidali - cortometraggio (1913)
- Il posto vuoto, regia di Giuseppe Giusti - cortometraggio (1914)
- Salambò, regia di Domenico Gaido (1914)
- Il principino saltimbanco, regia di Giovanni Enrico Vidali (1914)
- Il romanzo di un atleta, regia di Vittorio Rossi Pianelli (1915)
- Un dramma tra le belve, regia di Amleto Palermi (1915)
- Daysy Ford, regia di Guido Di Nardo - cortometraggio (1915)
- Il mistero dell'educanda di Saint-Bon, regia di Guido Di Nardo - cortometraggio (1915)
- Il più forte, regia di Guido Di Nardo (1915)
- Un grande dramma in un piccolo cuore, regia di Guido Di Nardo - cortometraggio (1915)
- Panther, regia di Gero Zambuto (1916)
- Il marchio, regia di Armand Pouget (1916)
- Vittime!, regia di Giuseppe Pinto (1917)
- L'atleta fantasma, regia di Raimondo Scotti (1919)
- Mes p'tits, regia di Paul Barlatier e Charles Keppens (1924)
- La Course à l'amour, regia di Paul Barlatier e Charles Keppens (1924)

### Regista e attore
- Lotte di giganti (1919)
- Atlas (1920)
- La cintura delle Amazzoni (1920)
- Sotto i ponti di Parigi (1921)
- La nave dei miliardi (1922)
- Frisson (1922)
- Il pescatore di perle (1923)
- Gli spettri della fattoria (1923)
- La donna carnefice nel paese dell'oro, co-regia di Luigi Fiorio (1926)